# Лоза (село)
Вижте пояснителната страница за други значения на Лоза.
Лозà е село в Северна България, община Габрово, област Габрово.

## География
Село Лоза се намира на около 8 km северозападно от центъра на град Габрово и около 2 km североизточно от село Враниловци, в близост със селата Златевци от изток и Петровци от запад. Разположено е в подножията на западната част на платото Стражата, между два малки притока на река Лопушница. Климатът е умереноконтинентален. Надморската височина нараства от около 355 m в южния край на селото до около 395 m в северния му край. Общинският път за Лоза е северно отклонение в село Янковци от второкласния републикански път II-44 (Севлиево – Габрово), минава през селата Милковци и Златевци, а след Лоза продължава през село Петровци до кръстовище с пътя от село Враниловци до село Армените.
Населението на село Лоза, наброявало 186 души при преброяването към 1934 г., намалява до 60 към 1992 г. и до 32 души (по текущата демографска статистика за населението) към 2019 г.

## История
През 1951 г. дотогавашното населено място колиби Саламаните е преименувано на Лоза, а през 1995 г. колиби Лоза придобива статута на село..

## Население)
Преброяване на населението през 2011 г.
Численост и дял на етническите групи според преброяването на населението през 2011 г.:
|                     | Численост | Дял (в %) |
| Общо                | 63        | 100,00    |
| Българи             | 63        | 100,00    |
| Турци               | 0         | 0,00      |
| Цигани              | 0         | 0,00      |
| Други               | 0         | 0,00      |
| Не се самоопределят | 0         | 0,00      |
| Неотговорили        | 0         | 0,00      |